# رنجر ۸
رنجر ۸ (به انگلیسی: Ranger 8) یک فضاپیمای بدون سرنشین پروژه فضایی رنجر ساخت ایالات متحده آمریکا بود که در سال ۱۹۶۵ به سوی فضا پرتاب شد. این کاوشگر فضایی توسط ناسا طراحی شد و هدف آن گرفتن عکس‌هایی با وضوح بالا از سطح کره ماه و انتقال آن‌ها به کره زمین بود.